# La Ville d'Arbois à Pasteur
La Ville d'Arbois à Pasteur (ou Monument à Louis Pasteur) est une statue érigée à Arbois dans le Jura en France, représentant Louis Pasteur. Installée en 1901, son sculpteur est Horace Daillion, son architecte Georges Debrie et le fondeur est Thiébaut,.

## Historique
À la suite du décès de Louis Pasteur en 1895, le conseil municipal d'Arbois décide le 1er octobre 1895 de faire réaliser un monument dans la ville en hommage au scientifique. Le projet de l'architecte Georges Debrie impliquant le sculpteur Horace Daillion est validé le 19 mai 1900. Ce projet ne satisfait pas le peintre Auguste Pointelin, président du comité d’exécution ; il démissionne de cette fonction pour exprimer sa désapprobation.
L'inauguration a lieu le 29 septembre 1901.
En 1941, la statue est réquisitionnée pour être fondue, dans le cadre de la mobilisation des métaux non ferreux. Finalement elle est épargnée.

## Description
Louis Pasteur est représenté assis. Sur le piédestal, sont apposés 3 bas-reliefs :
- la lutte contre la rage ;
- les services rendus à l’agriculture et la viticulture ;
- le père et sa mère de Pasteur (arrière du monument).

## Galerie

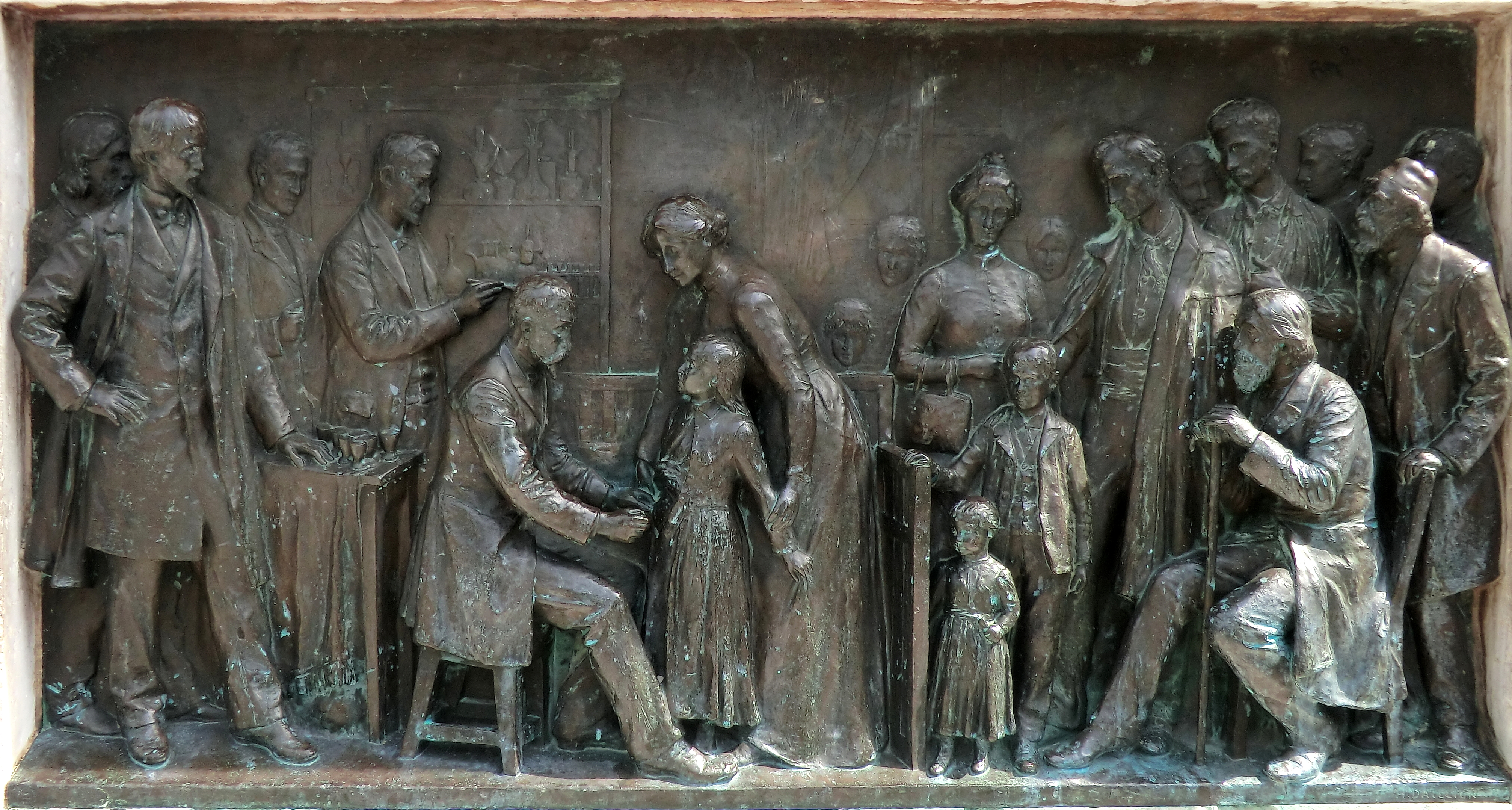
Premier bas-relief (la lutte contre la rage).
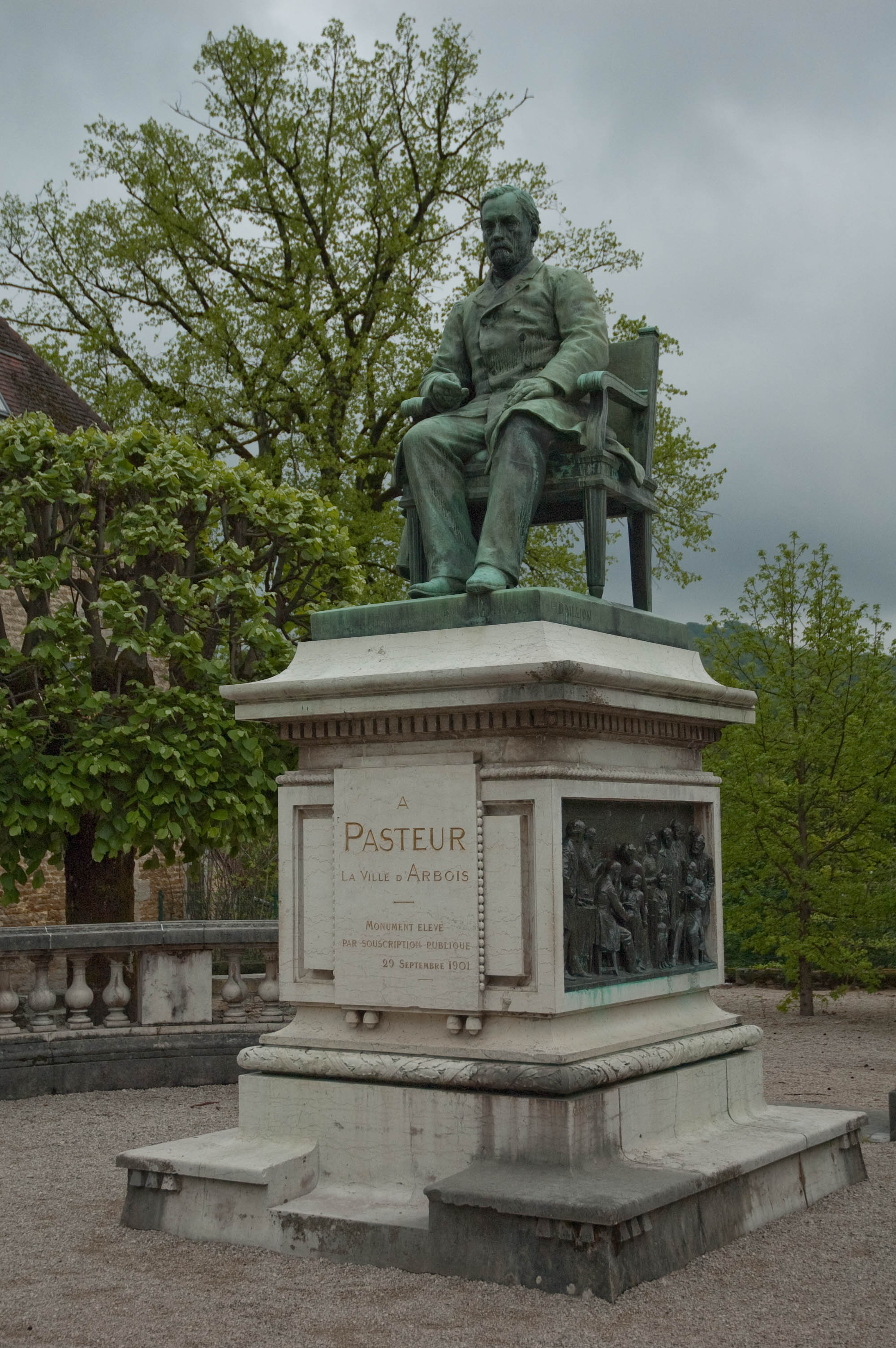
Vue générale.
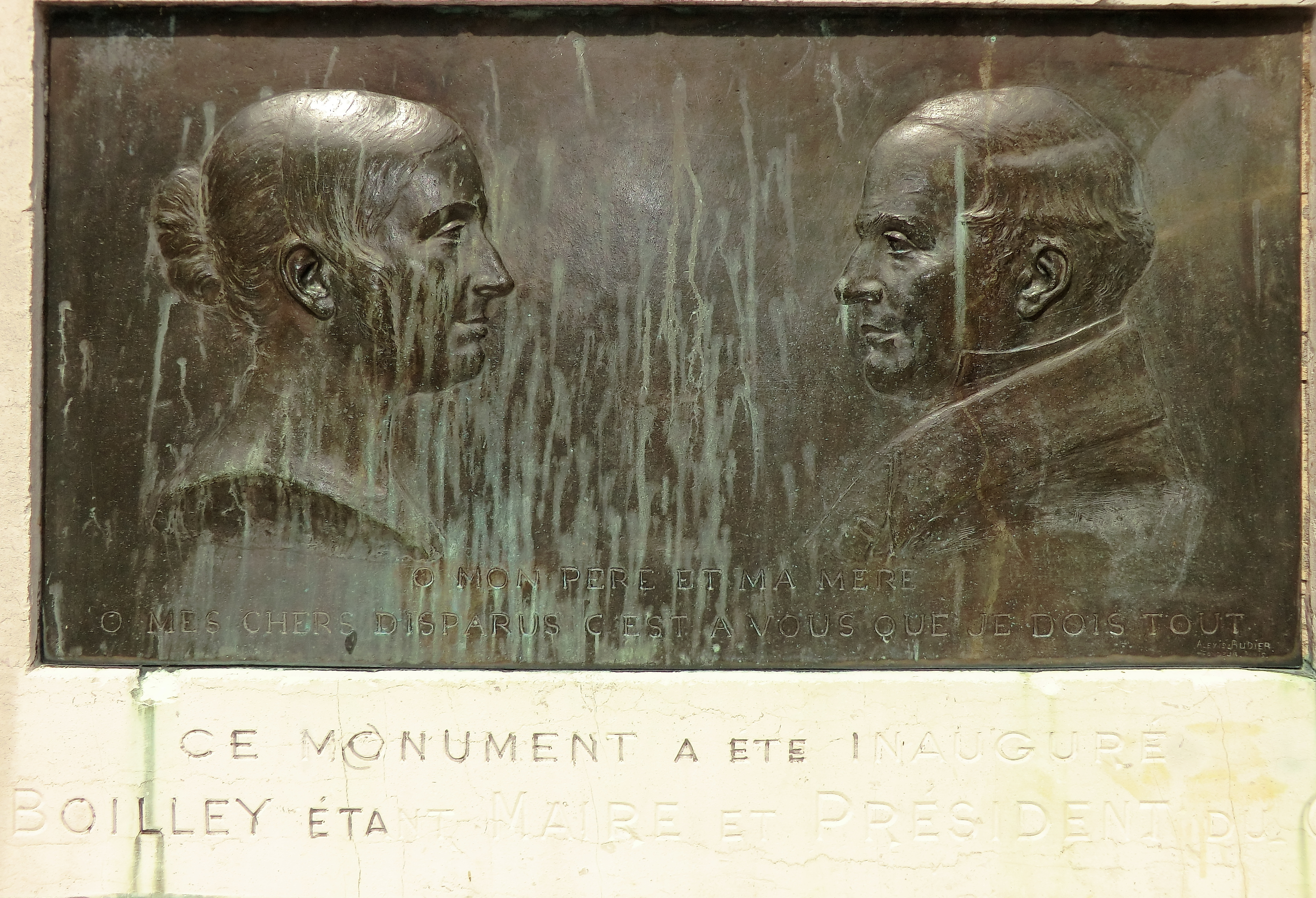
Second bas-relief (les parents)